# Jüdischer Friedhof (Pohl-Göns)
Der Jüdische Friedhof Pohl-Göns ist ein Friedhof im Ortsteil Pohl-Göns der Stadt Butzbach im Wetteraukreis in Hessen. Der Friedhof wurde im Jahr 1889 angelegt.
Der jüdische Friedhof nordwestlich des Ortes an der Straße nach Niederkleen ist 1199 m² groß. Es sind 22 Grabsteine vorhanden. Der älteste – der erste Grabstein – stammt aus dem Jahr 1891, der jüngste aus dem Jahr 1934.

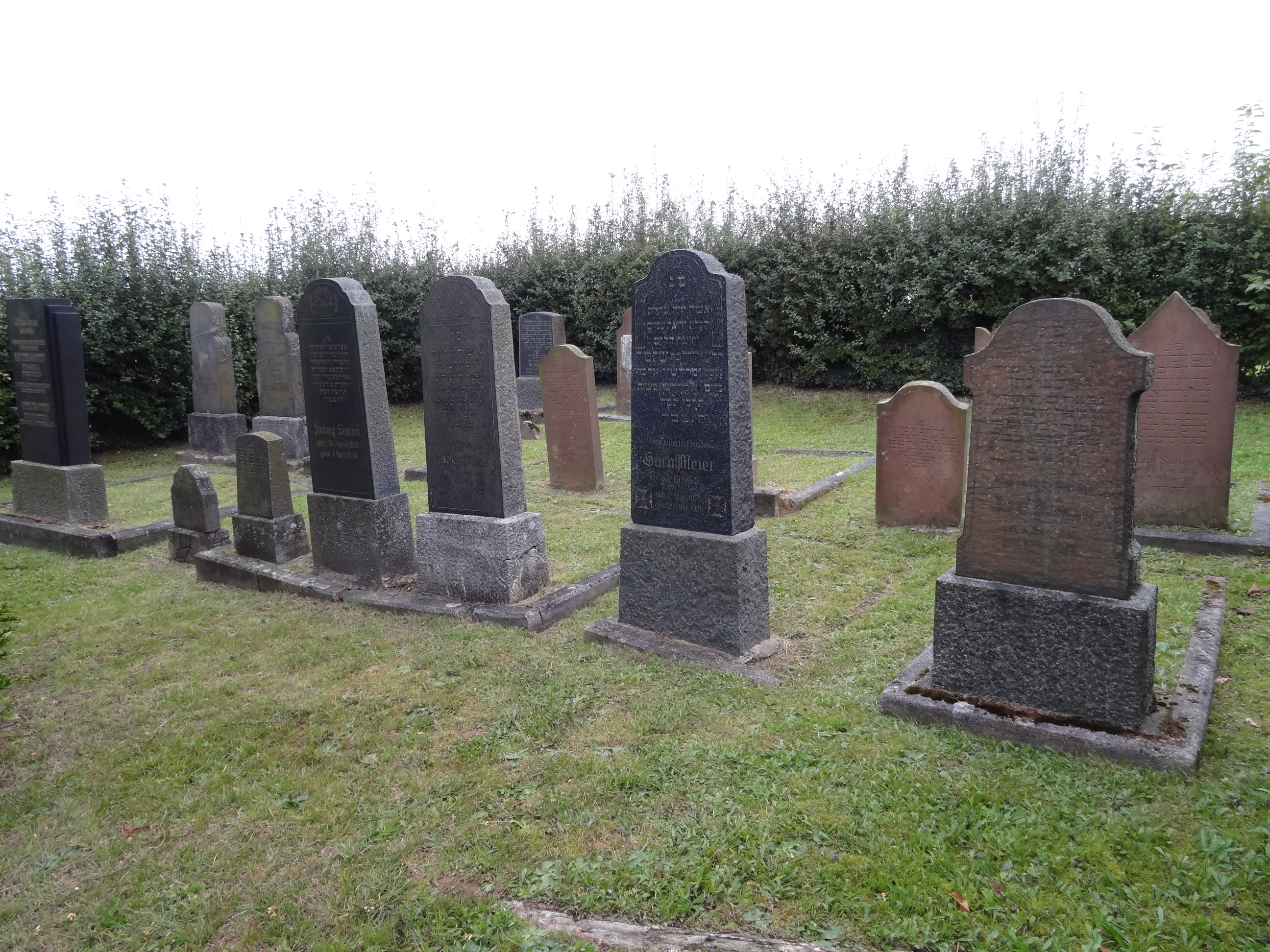
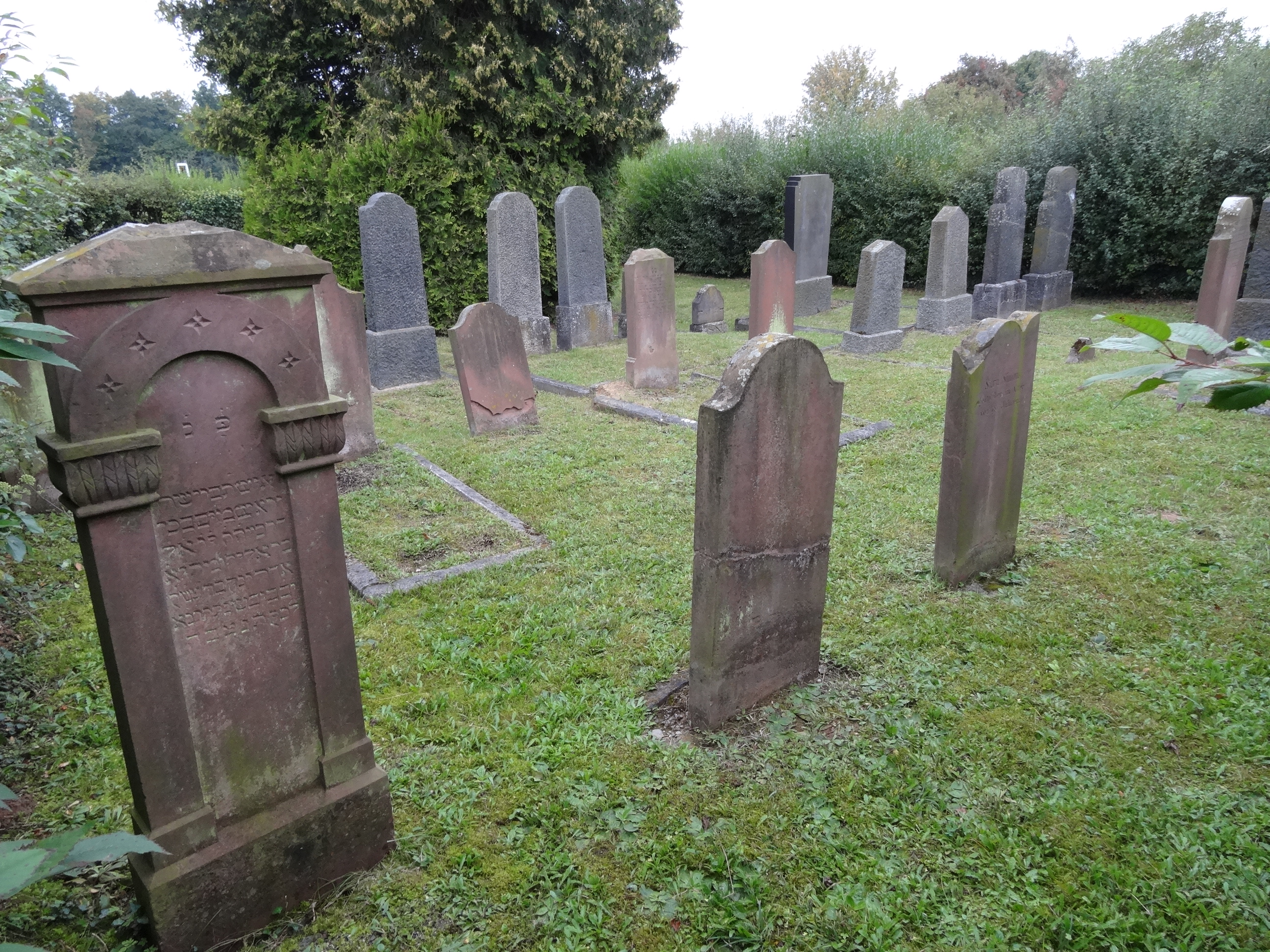
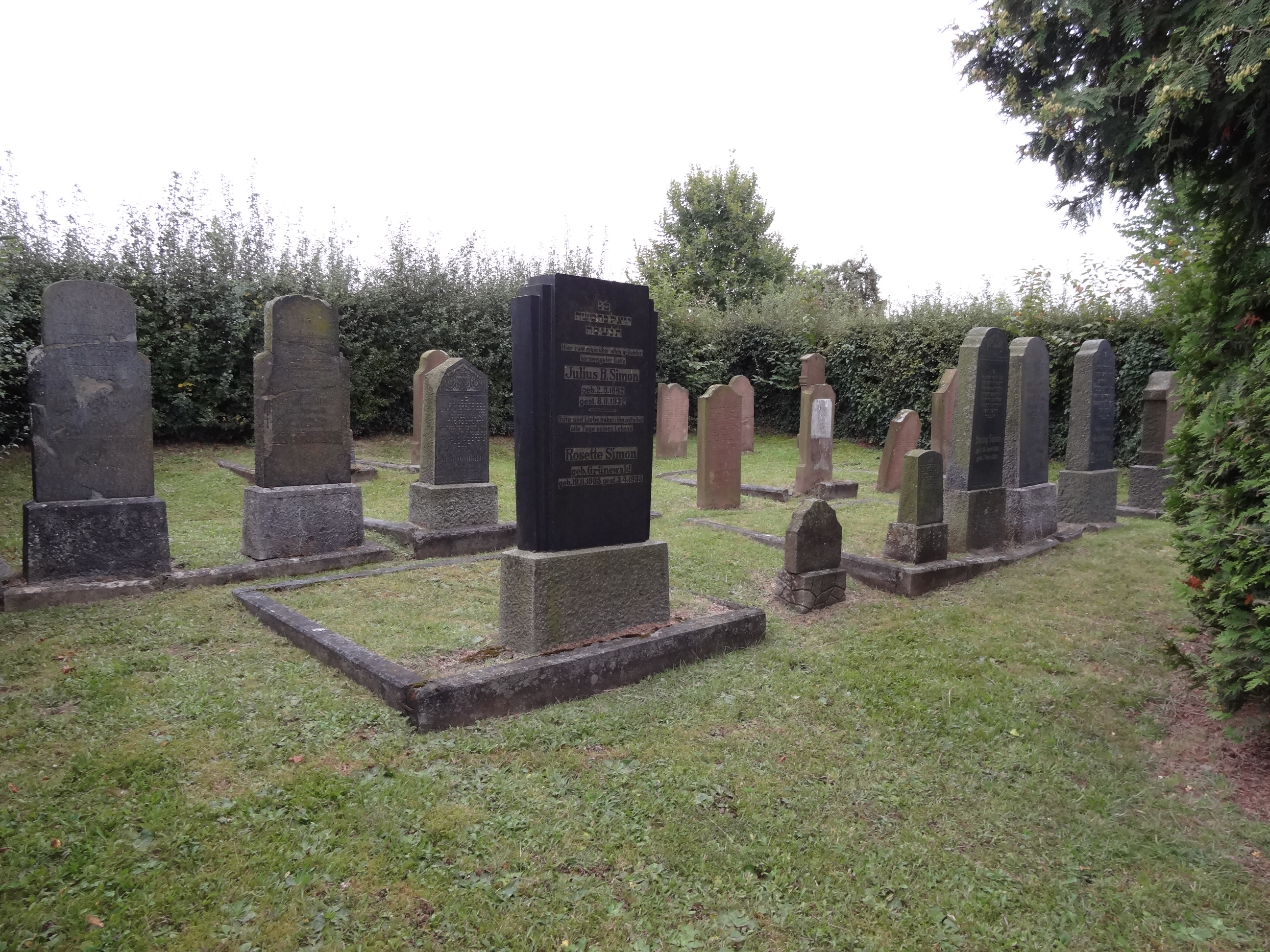